# Warnacario
Warnacario fue mayordomo de palacio del Reino de Borgoña (617-626) y brevemente del Reino de Austrasia (612-617). Él comenzó su carrera como el regente durante la minoría de edad de Teoderico II (596-c.604), junto a la abuela del niño, Brunegilda.  En 612, cuando Teoderico se convirtió en Rey de Austrasia por la muerte de su hermano Teodeberto, él fue convertido en mayordomo de palacio. Sin embargo, en 613, luego de la muerte de Teoderico, se alió con Clotario II de Neustria, enemigo de Brunegilda, ya que consideraba que el pequeño hijo del rey fallecido, Sigeberto, no debía caer bajo la influencia de la anciana, odiada por los nobles de reino. Warnacario traicionó a Brunegilda, y la entregó a las manos de Clotario, dándole la orden al ejército de Austrasia de no oponerse a las fuerzas invasoras de Neustria. Cuando Clotario se convirtió en el rey único de los francos, dejó por un breve tiempo a Warnacario a cargo de Austrasia, pero en el año 617 lo confirmó como mayordomo de palacio de Borgoña, puesto que ocupó hasta su muerte. Lo sucedió su hijo Godino.